# Son of Cheep Thrills
Son of Cheep Thrills è un album di raccolta del musicista statunitense Frank Zappa, pubblicato postumo nel 1999.

## Tracce
1. WPLJ
2. Twenty Small Cigars
3. The Legend of the Golden Arches
4. Ya Hozna
5. It Just Might be a One-Shot Deal
6. Love of My Life (Live version)
7. Disco Boy (Live soundtrack version)
8. Night School
9. Sinister Footwear 2nd Mvt. (Live version)
10. The Idiot Bastard Son (Live version)
11. What's New in Baltimore?